# 斯坦尼斯拉夫·洛斯卡
斯坦尼斯拉夫·洛斯卡（捷克語：Stanislav Loska，1968年6月21日—），捷克男子高山滑雪运动员。他曾代表捷克参加1994年、1998年、2002年、2006年、2010年和2014年冬季残疾人奥林匹克运动会高山滑雪比赛，其中1994年冬季残奥会获得一枚铜牌。